# مات سيمبسون
مات سيمبسون (بالإنجليزية: Matt Simpson)‏ هو شاعر بريطاني، ولد في 13 مايو 1936، وتوفي في 8 يونيو 2009.